# Miss Mundo 2010
Miss Mundo 2010 fue la 60.ª edición del certamen Miss Mundo. Se llevó a cabo el 30 de octubre de 2010 en Sanya, República Popular China, debido al retiro de la candidatura de Vietnam para organizar el concurso. Al final del evento, Kaiane Aldorino, Miss Mundo 2009 de Gibraltar coronó a Alexandria Mills de Estados Unidos como su sucesora.  
115 países y territorios autónomos enviaron una candidata que compitió por el título de la mujer más bella del mundo.

## Resultados
| Candidata | Resultados finales        |
| --- | ------------------------- |
| - Estados Unidos - Alexandria Mills | Miss Mundo 2010           |
| - Botsuana - Emma Wareus | 1.ª finalista             |
| - Venezuela - Adriana Vasini | 2.ª finalista             |
| - China - Xiao Tang - Irlanda - Emma Britt Waldron | Finalistas (Top 5)        |
| - Italia - Giada Pezzaioli - Noruega - Mariann Birkedal | Semifinalistas (Top 7)    |
| - Tailandia - Sirirat Rueangsri - Paraguay - Egni Eckert - Puerto Rico - Yara Lasanta - Rusia - Irina Sharipova - Sudáfrica - Nicole Flint - Namibia - Odile Gertze - Bahamas - Braneka Bassett - Canadá - Denise Garrido - Colombia - Laura Palacio - Francia - Virginie Dechenaud - Polinesia Francesa - Mihilani Teixeira - Alemania - Susanna Kobylinski - Kenia - Natasha Metto - Mongolia - Sarnai Amar - Países Bajos - Desirée van den Berg - Irlanda del Norte - Lori Moore - Santa Lucía - Aiasha Gustave - Escocia - Nicola Mimnagh | Cuartofinalistas (Top 25) |

### Eventos Fast-Track
- La ganadora pasa automáticamente al grupo de las semifinalistas.

| Evento                | Candidata                        |
| --------------------- | -------------------------------- |
| Top Model             | - Noruega - Mariann Birkedal     |
| Belleza de Playa      | - Puerto Rico - Yara Lasanta     |
| Deportes              | - Irlanda del Norte - Lori Moore |
| Talento               | - Irlanda - Emma Britt Waldron   |
| Belleza con Propósito | - Kenia - Natasha Metto          |

### Reinas continentales
| Resultados              | Candidata                           |
| ----------------------- | ----------------------------------- |
| Reina de las Américas   | - Estados Unidos - Alexandria Mills |
| Reina de Europa         | - Irlanda - Emma Britt Waldron      |
| Reina de África         | - Botsuana - Emma Wareus            |
| Reina de Asia & Oceanía | - China - Xiao Tang                 |
| Reina del Caribe        | - Santa Lucía - Aiasha Gustave      |

### Premios Especiales

#### Mejor Diseño de Traje
| Resultado | Candidata                                |
| --------- | ---------------------------------------- |
| Ganadora  | - Polinesia Francesa - Mihilani Teixeira |

## Delegadas
| Nación                               | Representante                           | Edad | Estatura (cm) | Estatura (ft) | Residencia           |
| ------------------------------------ | --------------------------------------- | ---- | ------------- | ------------- | -------------------- |
| Albania                              | Arnita Beqiraj                          | 18   | 178           | 5'10"         | Vlorë                |
| Alemania                             | Susanna Marie Kobylinski                | 22   | 177           | 5'10"         | Bremen               |
| Angola                               | Ivaniltan de Fatima Lorenco Paulo Jones | 23   | 176           | 5'9"          | Zaire                |
| Argentina                            | Mariana Arambarry Mantegazza            | 22   | 177           | 5'10"         | Ingeniero Luiggi     |
| Aruba                                | Kimberly del Valle Kuiperi              | 21   | 170           | 5'7"          | Tanki Leendert       |
| Australia                            | Ashleigh Carmen Francis                 | 23   | 169           | 5'6"          | Sídney               |
| Bahamas                              | Braneka Bassett                         | 20   | 175           | 5'9"          | Freeport             |
| Barbados                             | Danielle Bishop                         | 21   | 175           | 5'9"          | Bridgetown           |
| Belarús                              | Lyudmila Yakimovich                     | 22   | 172           | 5'7"          | Hrodna               |
| Bélgica                              | Cilou Annys                             | 19   | 178           | 5'10"         | Brujas               |
| Belice                               | Jessel Monique Lauriano                 | 22   | 170           | 5'7"          | Ciudad de Belice     |
| Bolivia                              | María Teresa Roca Córdova               | 24   | 178           | 5'10"         | Trinidad             |
| Bosnia y Herzegovina                 | Snežana Prorok                          | 16   | 174           | 5'8.5"        | Istočna Ilidža       |
| Botsuana                             | Emma Wareus                             | 19   | 172           | 5'7"          | Gaborone             |
| Brasil                               | Kamilla Ghabrise Salgado Ambrósio       | 23   | 172           | 5'7"          | Belem                |
| Bulgaria                             | Romina Andonova                         | 21   | 176           | 5'9.5"        | Sofía                |
| Cabo Verde                           | Joceline Fortes Rocha                   | 22   | 174           | 5'8"          | São Vicente          |
| Canadá                               | Denise Garrido                          | 23   | 174           | 5'8.5"        | Bradford             |
| China                                | Xiao Tang                               | 23   | 176           | 5'9.5"        | Pekín                |
| Chipre                               | Andrea Kkolou                           | 19   | 169           | 5'6.5"        | Nicosia              |
| Colombia                             | Laura Palacio                           | 23   | 174           | 5'8.5"        | Medellín             |
| Corea                                | Kim Hye-young                           | 20   | 174           | 5'8.5"        | Gyeongsang del Norte |
| Costa de Marfil                      | Inès Da Silva                           | 21   | 180           | 5'11"         | N'zi-Comoé           |
| Costa Rica                           | Dayana Aguilera                         | 19   | 174           | 5'8.5"        | Palmares             |
| Croacia                              | Katarina Banić                          | 20   | 181           | 5'11.5"       | Trilj                |
| Curazao                              | Angenie Simon                           | 24   | 173           | 5'8"          | Willemstad           |
| Dinamarca                            | Nataliya Averina                        | 20   | 178           | 5'10          | Roskilde             |
| Ecuador                              | Ana Galarza                             | 21   | 173           | 5'8"          | Ambato               |
| Egipto                               | Sarah Khouly                            | 21   | 173           | 5'8           | El Cairo             |
| El Salvador                          | Gabriela Molina                         | 22   | 170           | 5'7"          | San Salvador         |
| Escocia                              | Nicola Mimnagh                          | 21   | 180           | 5'11"         | Kilbarchan           |
| Eslovaquia                           | Marína Georgievová                      | 18   | 173           | 5'8"          | Banská Bystrica      |
| España                               | Fátima Jiménez                          | 21   | 174           | 5'8"          | Sevilla              |
| Estados Unidos                       | Alexandria Mills                        | 18   | 175           | 5'9"          | Louisville           |
| Etiopía                              | Hiwot Assefa Tesfaye                    | 20   | 177           | 5'10"         | Adís Ababa           |
| Filipinas                            | Czarina Gatbonton                       | 19   | 170           | 5'7"          | Malolos              |
| Finlandia                            | Anne-Marie Nurminen                     | 22   | 170           | 5'7"          | Helsinki             |
| Francia                              | Virginie Dechenaud                      | 24   | 174           | 5'8"          | La Frette            |
| Gales                                | Courtenay Hamilton                      | 20   | 167           | 5'6"          | Llantwit Major       |
| Georgia                              | Dea Arakishvili                         | 20   | 180           | 5'11"         | Tiflis               |
| Ghana                                | Mimi Areme                              | 21   | 172           | 5'8"          | Volta Region         |
| Gibraltar                            | Larissa Dalli                           | 23   | 170           | 5'7"          | Gibraltar            |
| Grecia                               | Diamanto Gasteratou                     | 22   | 176           | 5'9.5"        | Atenas               |
| Guadalupe                            | Ericka Aly                              | 20   | 176           | 5'9.5"        | Petit-Bourg          |
| Guatemala                            | Lucía Mazariegos                        | 19   | 177           | 5'10"         | Antigua Guatemala    |
| Guyana                               | Aletha Shepherd                         | 22   | 172           | 5'7"          | Londres              |
| Honduras                             | Marilyn Medina                          | 18   | 170           | 5'7"          | Los Ángeles          |
| Hong Kong                            | Sau Man Cheung                          | 23   | 166           | 5'5.5"        | Hong Kong            |
| Hungría                              | Jennifer Kalo                           | 22   | 171           | 5'7.5"        | Budapest             |
| India                                | Manasvi Mamgai                          | 22   | 175           | 5'9"          | Nueva Delhi          |
| Indonesia                            | Asyifa Latief                           | 21   | 172           | 5'7"          | Bandung              |
| Inglaterra                           | Jessica Linley                          | 21   | 180           | 5'11"         | Nottingham           |
| Irlanda                              | Emma Britt Waldron                      | 21   | 180           | 5'11"         | Waterford            |
| Irlanda del Norte                    | Lori Moore                              | 20   | 172           | 5'8"          | Belfast              |
| Islandia                             | Fanney Ingvarsdóttir                    | 19   | 175           | 5'9"          | Garðabær             |
| Islas Caimán                         | Cristin Alexander                       | 23   | 182           | 6'0"          | George Town          |
| Islas Vírgenes de los Estados Unidos | Carolyn Carter-Heller                   | 20   | 172           | 5'8"          | Christiansted        |
| Israel                               | Shavit Vizel                            | 20   | 180           | 5'11"         | Be'eri               |
| Italia                               | Giada Pezzaioli                         | 17   | 180           | 5'11"         | Montichiari          |
| Jamaica                              | Chantal Alicia Raymond                  | 24   | 175           | 5'9"          | Kingston             |
| Japón                                | Hiroko Matsunaga                        | 18   | 171           | 5'7"          | Fukuoka              |
| Kazajistán                           | Asselina Kuchukova                      | 27   | 175           | 5'9"          | Almaty               |
| Kenia                                | Natasha Metto                           | 20   | 182           | 6'0"          | Nairobi              |
| Lesoto                               | Karabelo Mokoallo                       | 23   | 175           | 5'9"          | Maseru               |
| Letonia                              | Ludmila Voroncova                       | 19   | 175           | 5'9"          | Riga                 |
| Líbano                               | Rahaf Abdallah                          | 22   | 174           | 5'8"          | Khiam                |
| Lituania                             | Gritė Maruškevičiūtė                    | 21   | 176           | 5'9.5"        | Vilna                |
| Luxemburgo                           | Shari Thuyns                            | 19   | 170           | 5'7"          | Mamer                |
| Macao                                | Cherry Ng                               | 23   | 165           | 5'5"          | Macao                |
| Macedonia                            | Stefani Borsova                         | 20   | 178           | 5'10"         | Skopie               |
| Malasia                              | Nadia Min Dern Heng                     | 25   | 165           | 5'5"          | Kuala Lumpur         |
| Malawi                               | Ella Kabambe                            | 24   | 171           | 5'7           | Blantyre             |
| Malta                                | Francesca Gaspar                        | 24   | 180           | 5'11"         | Iklin                |
| Martinica                            | Tully Fremcourt                         | 20   | 173           | 5'8"          | La Trinité           |
| Mauricio                             | Dalysha Doorga                          | 23   | 170           | 5'7"          | Goodlands            |
| México                               | Anabel Solis                            | 23   | 180           | 5'11"         | Mérida               |
| Moldavia                             | Daria Zaiteva                           | 20   | 176           | 5'9           | Chisinau             |
| Mongolia                             | Sarnai Amar                             | 23   | 178           | 5'10"         | Ulán Bator           |
| Montenegro                           | Milica Milatović                        | 17   | 175           | 5'9"          | Podgorica            |
| Namibia                              | Odile Gertze                            | 22   | 170           | 5'7"          | Windhoek             |
| Nepal                                | Sadichha Shrestha                       | 19   | 165           | 5'5"          | Katmandú             |
| Nigeria                              | Afoma Amuzie                            | 19   | 173           | 5'8"          | Níger                |
| Noruega                              | Mariann Birkedal                        | 23   | 174           | 5'8.5"        | Stavanger            |
| Nueva Zelanda                        | Cody Yerkovich                          | 18   | 183           | 6'0"          | Kaitaia              |
| Países Bajos                         | Desirée van den Berg                    | 23   | 176           | 5'9.5"        | Santpoort            |
| Panamá                               | Paola Vaprio Medaglia                   | 24   | 175           | 5'9"          | Panamá               |
| Paraguay                             | Egni Eckert                             | 22   | 183           | 6'0"          | Luque                |
| Perú                                 | Alexandra Liao                          | 20   | 179           | 5'11"         | Lima                 |
| Polinesia Francesa                   | Mihilani Teixeira                       | 20   | 175           | 5'9"          | Papeete              |
| Polonia                              | Agata Szewioła                          | 21   | 174           | 5'8"          | Żary                 |
| Portugal                             | Catarina Aragonez                       | 22   | 175           | 5'9"          | Portalegre           |
| Puerto Rico                          | Yara Liz Lasanta                        | 24   | 173           | 5'8"          | Barranquitas         |
| República Checa                      | Veronika Machová                        | 20   | 178           | 5'10"         | Rokycany             |
| Rumania                              | Lavinia Postolache                      | 21   | 175           | 5'9"          | Pitesti              |
| Rusia                                | Irina Sharipova                         | 18   | 178           | 5'10"         | Apastovo             |
| San Cristóbal y Nieves               | Fatisha Imo                             | 22   | 168           | 5'6"          | Basseterre           |
| Santa Lucía                          | Aiasha Gustave                          | 17   | 175           | 5'9"          | Gros Islet           |
| Serbia                               | Milica Jelić                            | 20   | 176           | 5'9.5"        | Belgrado             |
| Sierra Leona                         | Neyorlyn Willams                        | 19   | 177           | 5'10"         | Freetown             |
| Singapur                             | Anusha Rajaseharan                      | 21   | 169           | 5'6.5"        | Singapur             |
| Sri Lanka                            | Fallon Ranasinghe                       | 22   | 174           | 5'8"          | Colombo              |
| Sudáfrica                            | Nicole Flint                            | 22   | 170           | 5'7"          | Pretoria             |
| Suecia                               | Dani Karlsson                           | 25   | 172           | 5'8"          | Estocolmo            |
| Surinam                              | Jo-ann Maria Sang                       | 19   | 172           | 5'7"          | Paramaribo           |
| Tailandia                            | Yuwaret Sirirat Rueangsri               | 22   | 179           | 5'10"         | Chiang Mai           |
| Tanzania                             | Genevieve Mpangala                      | 20   | 190           | 6'3"          | Chang'ombe           |
| Trinidad y Tobago                    | Davia Chambers                          | 18   | 175           | 5'9"          | Couva                |
| Turquía                              | Gizem Memiç                             | 20   | 178           | 5'10"         | Gaziantep            |
| Ucrania                              | Ekaterina Zakharchenko                  | 21   | 173           | 5'8"          | Odesa                |
| Uganda                               | Hazmie Nansubuga                        | 25   | 179           | 5'11"         | Jinja                |
| Uruguay                              | Eliana Olivera                          | 22   | 176           | 5'9.5"        | Montevideo           |
| Venezuela                            | Adriana Vasini                          | 23   | 178           | 5'10"         | Maracaibo            |
| Vietnam                              | Keiu Khanh                              | 19   | 178           | 5'10"         | Hanói                |
| Zambia                               | Zindaba Hanzala                         | 20   | 178           | 5'10"         | Lusaka               |
| Zimbabue                             | Samantha Tshuma                         | 21   | 183           | 6'0"          | Bulawayo             |

## Curiosidades
- Bélgica Cilou Annys compitió en Miss Universo 2010 entrando al grupo de las 15 semi-finalistas.
- Corea Jung So-ra concurría en Miss Universo 2011.
- Curazao Angenie Simon compitió en Miss Universo 2009.
- Líbano Rahaf Abdallah compitió en Miss Universo 2010.
- Mauricio Dalysha Doorga compitió en Miss Universo 2010.
- Países Bajos Désiree van den Berg compitió en Miss Universo 2010.
- Sudáfrica Nicole Flint compitió en Miss Universo 2010 entrando al grupo de las 10 finalistas.
- Turquía Gizem Memiç compitió en Miss Universo 2010.
- Venezuela Adriana Vasini ganó el concurso Reina Hispanoamericana 2009.
- Noruega Mariann Birkedal participó en el Miss Universo 2008
- Uruguay Eliana Olivera fue elegida Reina del Carnaval 2009 de su país
- Rumania Lavinia Postolache pasó al frente del escenario por equivocación, al ser llamada Miss Namibia al grupo de semifinalistas.
- México Anabel Solís Sosa estuvo vinculada en un escándalo, una revista de circulación nacional desató el rumor que padecía trastornos alimenticios y por tal motivo sería destituida del cargo. Asimismo, el presentador Juan José Origel mencionó en el programa NX que todo apuntaba a la indisciplina de la delegada.[2] Estos rumores no fueron ni confirmados ni desmentidos por parte de la organización de Nuestra Belleza México. A esto se agrega que México finaliza su racha de seis clasificaciones consecutivas.
- Paraguay Egni Eckert compitió en Miss Universo 2012.
- Italia Giada Pezzaioli concursó en Miss Universo 2015.

### Países y territorios que regresan
- San Cristóbal y Nieves[3] no compite desde 1988.
- Cabo Verde y  Macao no compiten desde 1997.
- Lesoto no compite desde 2003.
- Islas Vírgenes de los Estados Unidos no compite desde 2005.
- Islas Caimán y  Santa Lucía no compiten desde 2008.

### Países y territorios que se retiran
- Austria
- Eslovenia
- Liberia
- República Dominicana
- Suazilandia

### Origen de las concursantes
- Kimberly Kuiperi (Aruba) nació en Venezuela y es hija de madre venezolana.
- Adriana Vassini (Venezuela) es de origen Italiano por parte de padre y origen Venezolano por parte de madre.

### Significación histórica
- Estados Unidos gana su tercer Miss Mundo. Lo había logrado en 1973 y 1990.
- Botsuana clasificó por primera vez desde su debut, logrando la posición de 1.ª Finalista.
- Venezuela clasificó a las 5 finalistas por primera vez desde 1999.
- Irlanda logró la posición más alta después del triunfo de Rossanna Davison en 2003.
- China logró la clasificación más alta desde el triunfo de Zhang Zillin en 2007.
- Polinesia Francesa y Mongolia clasificaron por primera vez.
- Canadá, Colombia, Francia y Sudáfrica clasificaron el año pasado.
- Santa Lucía no clasifica desde 1975.
- Alemania no clasifica desde 1980.
- Paraguay no clasifica desde 1985.
- Bahamas no clasifica desde 1992.
- Tailandia no clasifica desde 1997.
- Kenia no clasifica desde 2000.
- Holanda no clasifica desde 2002.
- Irlanda y Noruega no clasifican desde 2003.
- Namibia, Irlanda del Norte y Escocia no clasifican desde 2006.
- China y Estados Unidos no clasifican desde 2007.
- Puerto Rico, Rusia y Venezuela no clasifican desde 2008.
- México rompe una racha de 6 años de clasificación consecutiva.

| Predecesor: Miss Mundo 2009 | Miss Mundo 2010 | Sucesor: Miss Mundo 2011 |